# جون والاس (متسابق يخت)
جون والاس (بالإنجليزية: John Wallace)‏ هو متسابق يخت أمريكي، ولد في 1903، وتوفي في 1990.

## وصلات خارجية
- جون والاس على موقع أوليمبيديا (الإنجليزية)